# Korean-Air-Lines-Flug 902
Korean Air Lines 902 war der Flug einer zivilen Boeing 707 der südkoreanischen Fluggesellschaft Korean Air Lines, die von sowjetischen Abfangjägern wegen Verletzung des Luftraumes am 20. April 1978 beschossen und nahe dem Ort Louchi im Norden Kareliens zur Notlandung gezwungen wurde. Bei dem Beschuss kamen zwei Passagiere ums Leben.

## Flugverlauf
Die Boeing 707 mit dem Luftfahrzeugkennzeichen HL7429 unter dem Kommando von Flugkapitän Kim Chang Ky war auf dem französischen Flughafen Paris-Charles de Gaulle gestartet und sollte nach einer Zwischenlandung auf dem Anchorage International Airport in Alaska nach Seoul, Korea, fliegen. Nach der Überquerung des Atlantischen Ozeans und Grönlands korrigierte die Besatzung routinemäßig rund 640 Kilometer vom Nordpol entfernt den Kurs. Dabei verwendete sie jedoch einen grob falschen Wert für die magnetische Deklination bei der Umrechnung der Kompassanzeige. Das Flugzeug war nicht mit einem Trägheitsnavigationssystem ausgerüstet.
Die Maschine drehte um etwa 135–140°  nach rechts und damit von NNW auf etwa Südost. Die Piloten achteten nicht auf die grob falsche Flugrichtung und auch nicht auf die dadurch sichtbar „falsche Position“ der Sonne. Die Boeing 707 flog über oder nahe an Spitzbergen und dem Nordkap vorbei und drang schließlich bei Murmansk in den sowjetischen Luftraum ein.

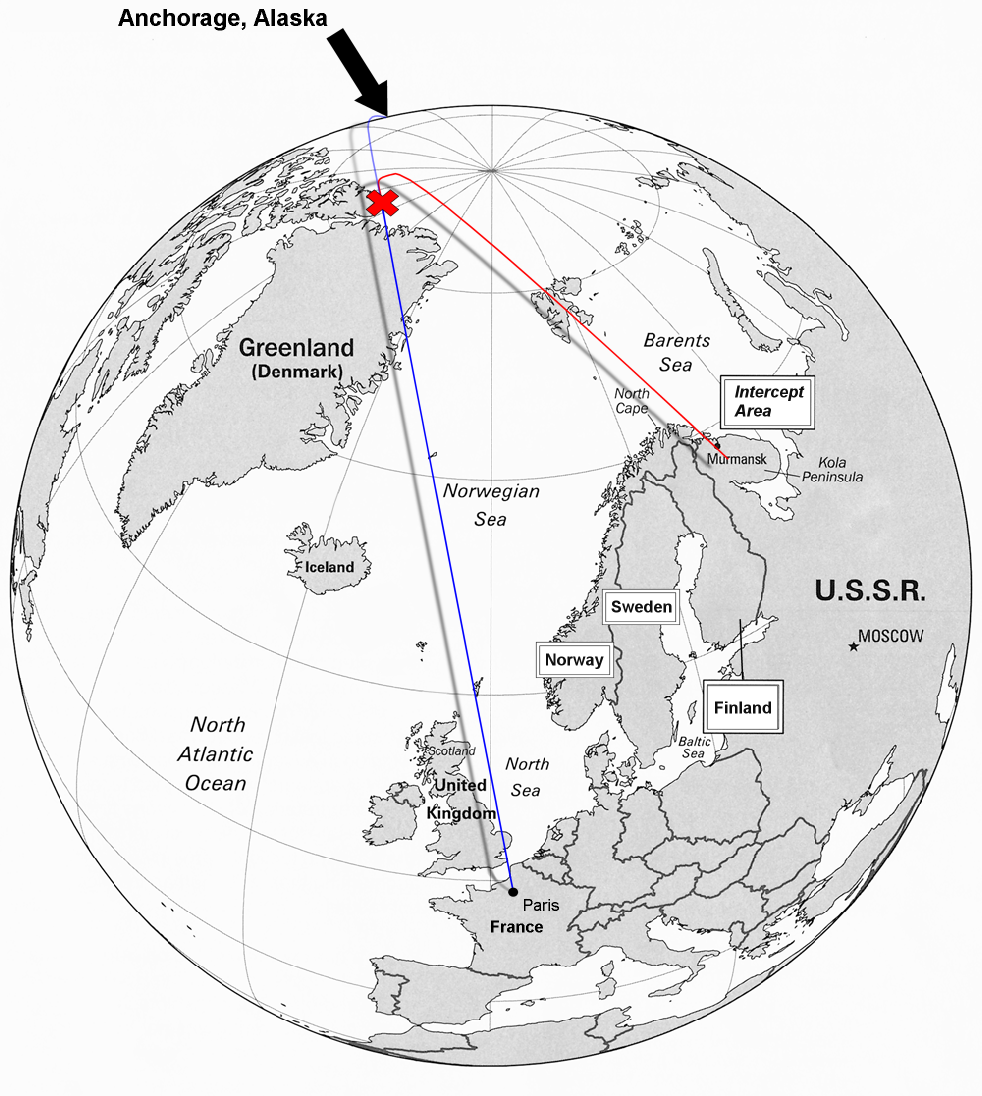
Darstellung des Flugweges der Boeing 707 mit der korrekten Route in blau und dem abweichenden Kurs in rot

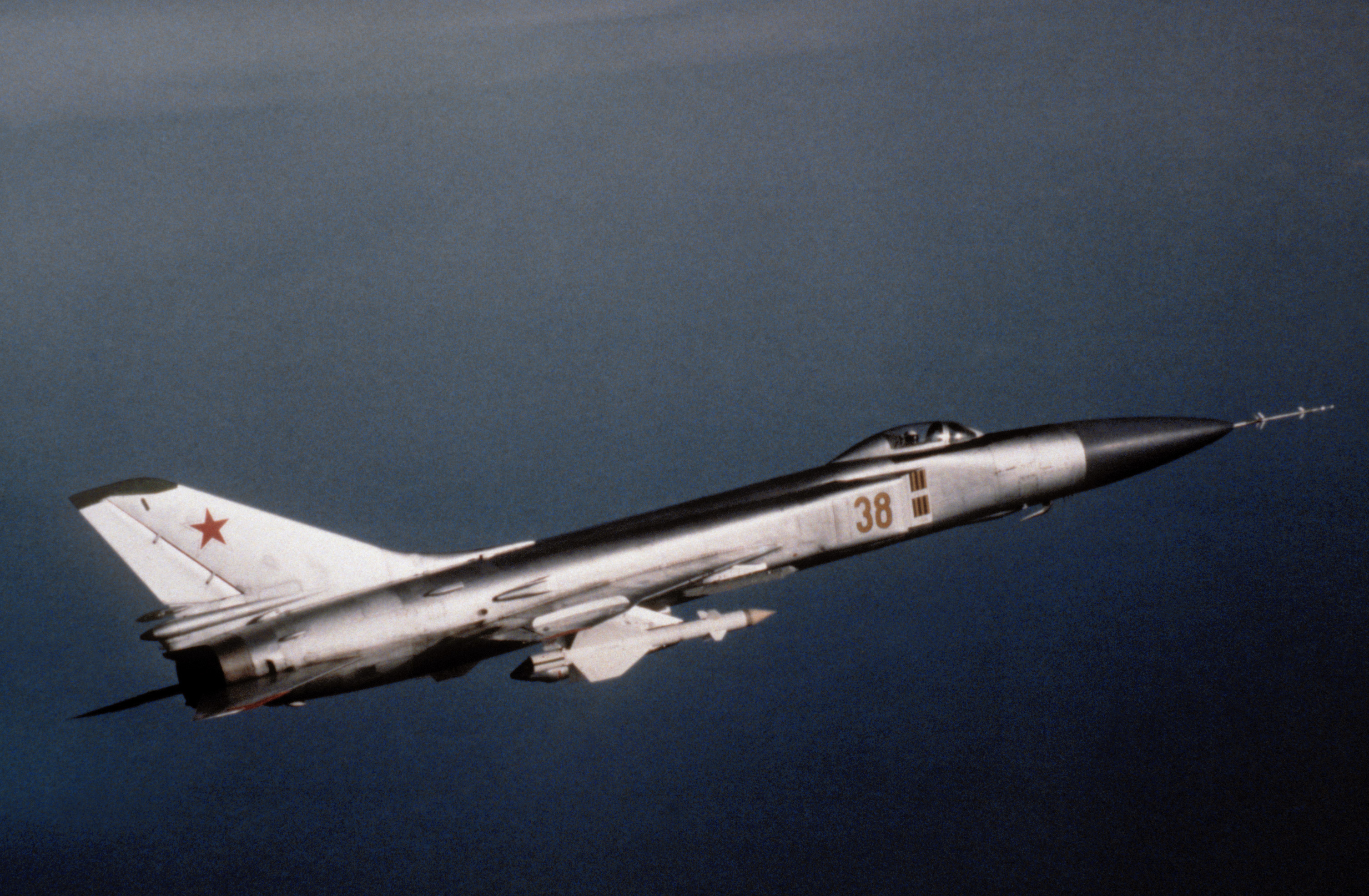
Abfangjäger vom Typ Su-15 Flagon

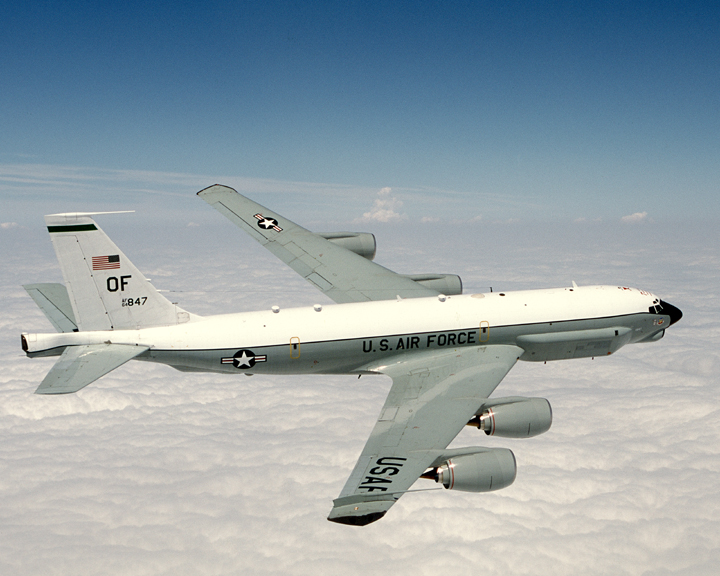
Aufklärungsflugzeug vom Typ RC-135 der US Air Force

## Notlandung
Nach sowjetischen Angaben weigerte sich die Besatzung wiederholt, den Abfangjägern zu folgen. Nach Aussage des Flugkapitäns verringerte er dagegen die Geschwindigkeit, fuhr das Fahrwerk aus und schaltete die Landelichter ein, um gerade dies zu signalisieren. Die Luftverkehrskontrolle im finnischen Rovaniemi zeichnete mehrere Anrufe des Kapitäns über die internationale Notfrequenz auf, die jedoch nicht beantwortet wurden.
Den amerikanischen Quellen zufolge versuchte einer der Jagdpiloten mehrere Minuten lang, seine Vorgesetzten zu überzeugen, dass es sich um ein ziviles Flugzeug und nicht die US-Luftwaffen-Variante Boeing RC-135 für die elektronische Aufklärung handelte, erhielt aber dennoch den Befehl zum Abschuss. Daraufhin feuerte er zwei Luft-Luft-Raketen vom Typ R-60 ab. Davon verfehlte eine das Ziel, während die andere die linke Tragfläche des Flugzeugs traf, wodurch drei Meter der Tragfläche abrissen und ein Triebwerk ausfiel. Splitter des Gefechtskopfes durchschlugen den Rumpf, töteten zwei Passagiere und verursachten einen plötzlichen Druckabfall in der Kabine.
Die Besatzung leitete einen Notabstieg von 35.000 Fuß (10.670 Meter) auf 5000 Fuß (1520 Meter) ein. Dabei verloren die Abfangjäger ihr Ziel in den Wolken. Die Piloten der Boeing 707 suchten rund 40 Minuten nach einem geeigneten Platz für eine Notlandung, bevor die Maschine nach mehreren erfolglosen Versuchen in der Abenddämmerung auf dem etwa 4 Kilometer langen zugefrorenen Korpijarwisee (66° 2′ 45″ N, 33° 1′ 30″ O) etwa 3 Kilometer südlich der Ortschaft Louchi landete und am Waldrand am Seeufer auf dem Bauch liegen blieb. Dort wurde sie von sowjetischen Kräften erst aufgrund eines Hinweises von Anwohnern gefunden. Die 107 Überlebenden wurden mittels Hubschraubern gerettet.

## Nachspiel
Die Passagiere der Boeing 707 wurden nach zwei Tagen von den sowjetischen Behörden freigelassen, während die Besatzung für weitere Untersuchungen festgehalten wurde. Sie wurde erst freigelassen, nachdem sie eine formelle Entschuldigung abgegeben und erklärt hatte, den Befehlen der Abfangjäger absichtlich nicht gefolgt zu sein. Die Flugschreiber und Logbücher der Maschine wurden beschlagnahmt und nicht für eine internationale Untersuchung zur Verfügung gestellt.
Die Tatsache, dass die Abfangjäger ihr Ziel verloren hatten und es nach längerem Flug unbemerkt auf sowjetischem Boden landen konnte, zog Maßnahmen gegen mehrere Verantwortliche nach sich, möglicherweise in einem Fall eine Erschießung wegen Nichterfüllung der Pflichten, und führte zu einer Neuorganisation der sowjetischen Luftverteidigung. Eine daraus resultierende Entschlossenheit, eine Wiederholung des Vorfalls nicht zuzulassen, trug möglicherweise zum Abschuss von Korean-Air-Lines-Flug 007 fünf Jahre später bei der Insel Sachalin bei, der unter sehr ähnlichen Umständen stattfand.